# 포트 (컴퓨터 네트워킹)
인터넷 프로토콜 스위트에서 포트(port)는 운영 체제 통신의 종단점이다. 컴퓨터와 컴퓨터 또는 컴퓨터와 다른 장치들(프린터, 마우스 등)을 연결하는 하드웨어 인터페이스를 의미하기도 한다. 이 용어는 하드웨어 장치에도 사용되지만, 소프트웨어에서는 네트워크 서비스나 특정 프로세스를 식별하는 논리 단위이다. 주로 포트를 사용하는 프로토콜은 전송 계층 프로토콜이라 하며, 예를 들어 전송 제어 프로토콜(TCP)와 사용자 데이터그램 프로토콜(UDP)가 있다. 각 포트는 번호로 구별되며 이 번호를 포트 번호라고 한다. 포트 번호는 IP 주소와 함께 쓰여 해당하는 프로토콜에 의해 사용된다.

## 사용 및 표기
URI 문법에 의해서 사용 및 표기할 수 있으며, IP 주소와 함께 URL을 표기하는 예는 다음과 같다.
ftp://000.000.000.000:21
위 표기에서 ftp://는 URI 스킴과 구분 기호를, 000.000.000.000은 IP 주소를 의미하며 : 다음의 21은 포트 번호를 의미한다.
포트 번호를 생략 가능한 경우가 있는데 예를 들면,
http://000.000.000.000
위와 같은 같은 월드 와이드 웹 URL은 기본적으로 80번 포트를 사용하므로 웹 브라우저는 자동적으로 이를 다음과 같은 의미로 처리한다.
http://000.000.000.000:80

## 일반적인 포트 번호
포트 번호는 크게 세 종류로 구분된다.
- 0번 ~ 1023번: 잘 알려진 포트 (well-known port)
- 1024번 ~ 49151번: 등록된 포트 (registered port)
- 49152번 ~ 65535번: 동적 포트 (dynamic port)

잘 알려진 포트 번호의 대표적 예는 다음과 같다.
- 20 : FTP(data)
- 21 : FTP(제어)
- 22 : SSH
- 23 : 텔넷
- 53 : DNS
- 80 : 월드 와이드 웹 HTTP
- 119 : NNTP
- 443 : TLS/SSL 방식의 HTTP